# Eyfura
Eyfura es el nombre de una princesa sueca de la Era de Vendel que casó con el berserker Arngrim y con quien tuvo doce hijos, entre ellos Angantyr y Hjörvard, todos ellos feroces y temidos guerreros como su padre. En todas las fuentes y sagas nórdicas, sus hijos mueren enfrentados en un holmgang contra el campeón sueco Hjalmar y su hermano de sangre Örvar-Oddr de Noruega.

## Hervarar saga ok Heiðreks
Según la saga Hervarar, versiones U y H, Eyfura era hija de un rey de Gardariki llamado Svafrlami. Su padre murió asesinado por Arngrim durante una expedición vikinga y se llevó consigo a Eyfura a la fuerza. La versión R, cita a otro rey de Gardariki llamado Sigrlami (posiblemente sea el mismo Svafrlami), quien accedió a ceder la mano de Eyfura al vikingo Arngrim como recompensa a los servicios prestados como señor de la guerra.

## Gesta Danorum
Saxo Grammaticus en su Gesta Danorum, menciona a Eyfura como princesa de Dinamarca, hija del rey Frodi. Arngrim pidió la mano de la princesa, pero el rey solo accedió tras las exitosas campañas de guerra contra los sami y bjarmanos.